# Arthur Nikutowski
Johann Arthur Severin Nikutowski (* 9. Januar 1830 in Sallwarschienen (poln.: Kanie Iławeckie) bei Landsberg (poln.: Górowo Iławeckie), Kreis Preußisch Eylau in Ostpreußen; † 14. Februar 1888 in Düsseldorf) war ein Genre-, Pferde- und Schlachtenmaler polnischer Abstammung. Er zählt zur Düsseldorfer Malerschule.

## Leben
Nikutowski begann sein Malereistudium in Königsberg, setzte es an der Kunstakademie Düsseldorf bei Carl Friedrich Lessing fort, folgte ihm 1859 nach Karlsruhe und ließ sich endgültig 1865 in Düsseldorf nieder. Lebte ab Mitte der 1870er Jahre im Eigentum Grafenberger Chaussee Nr. 60. Seine ersten Werke waren kleinformatige Genrebilder, später schuf er hauptsächlich große Schlachtenbilder, darunter auch Episoden aus dem polnischen Januaraufstand 1863. Von 1880 bis zu seinem Tod im Jahr 1888 war er Lehrer für Anatomie an der Düsseldorfer Akademie. Auch unterrichtete er an der Kunstgewerbeschule Düsseldorf. Sein Lehramt veranlasste ihn zu Studien über vergleichende Anatomie und Proportionslehre, die nicht veröffentlicht wurden.
Seine Leidenschaft galt der Darstellung von dynamischen Reitergruppen und Pferden, die er in spannungsgeladene Handlungen einbettet und mit einem Pathos und Schwung ausstattet, wie es nur aus der russischen Malerei bekannt ist.
Verheiratet war Nikutowski mit einer geborenen Marcard. Sein Sohn Erich (1872–1921) wurde ebenfalls Maler und widmete sich hauptsächlich der Landschaftsmalerei.

## Werke (Auswahl)
In dem Gemälde Wilde Fahrt (1855) lässt er seine polnische Herkunft einfließen und veranschaulicht mit eindringlicher Ausdruckskraft die Flucht der Polen vor den Preußen. Die in Weiß- und Grautönen gehaltene, verwehte Schneelandschaft bildet einen magnetisierenden Kontrast zur dynamischen Komposition der fliehenden Gruppe in der Diagonalen, dessen erregte Expressivität von Menschen und Pferden den Betrachter mitzureißen scheint.
Viehandel auf winterlichem Marktplatz (1881) besticht nicht nur durch seine Vielfigurigkeit, sondern auch durch den Pathos jeder einzelnen der Personen, deren Haltung und Mimik die Kälte des Winters und die Feuchtigkeit der Massenausdünstungen widerspiegelt. Es erzielte schon 2009 einen Rekordpreis auf einer Privatauktion.
- Wilde Fahrt – Wild Trip (1855), Privatbesitz
- Übergang über die Beresina (1858), Staatliche Kunsthalle Karlsruhe
- Russische Grenzwächter auf der Verfolgung polnischer Schmuggler (1861)
- Die letzten Stunden der Schlacht bei Leipzig, 1813 (1863), Deutsches Historisches Museum[7]
- Landleute ihr Kind begrabend (1870)
- Begräbnis eines polnischen Freiheitskämpfers (1872)
- Dorfbrand im Winter (1877)
- Viehhandel auf winterlichem Marktplatz (1881)
- Schneesturm (1886)

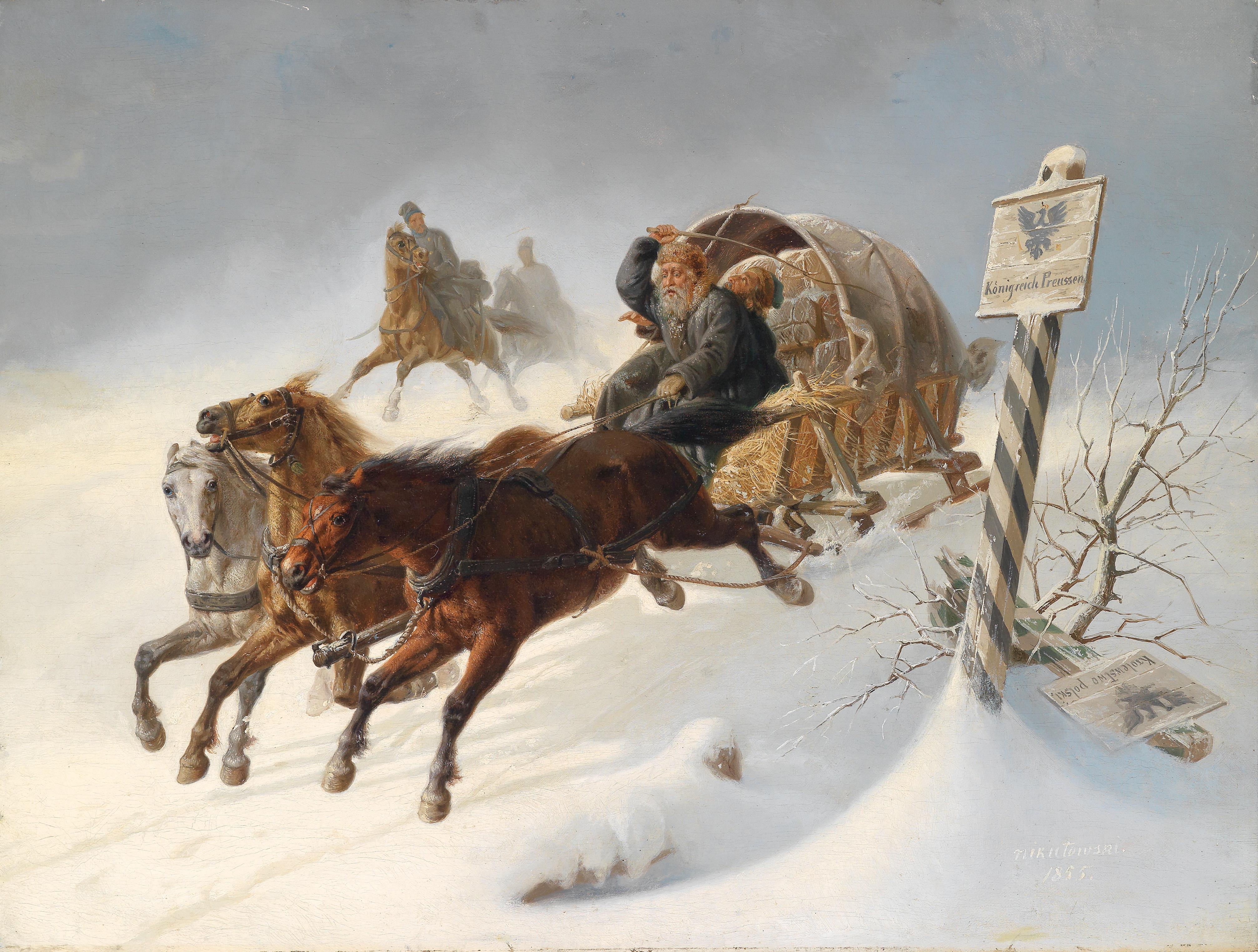
Wild Trip – Wilde Fahrt
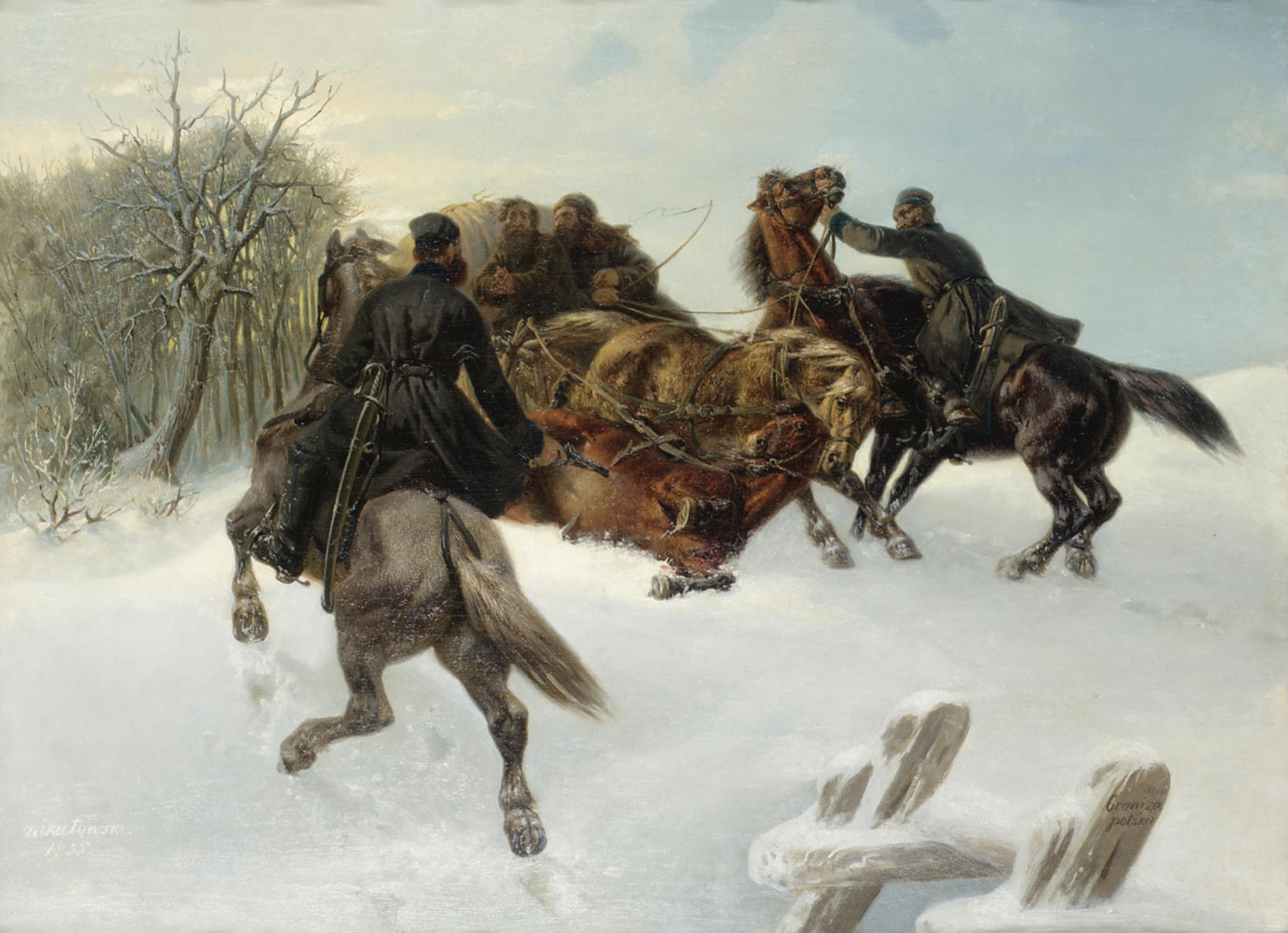
Banditen
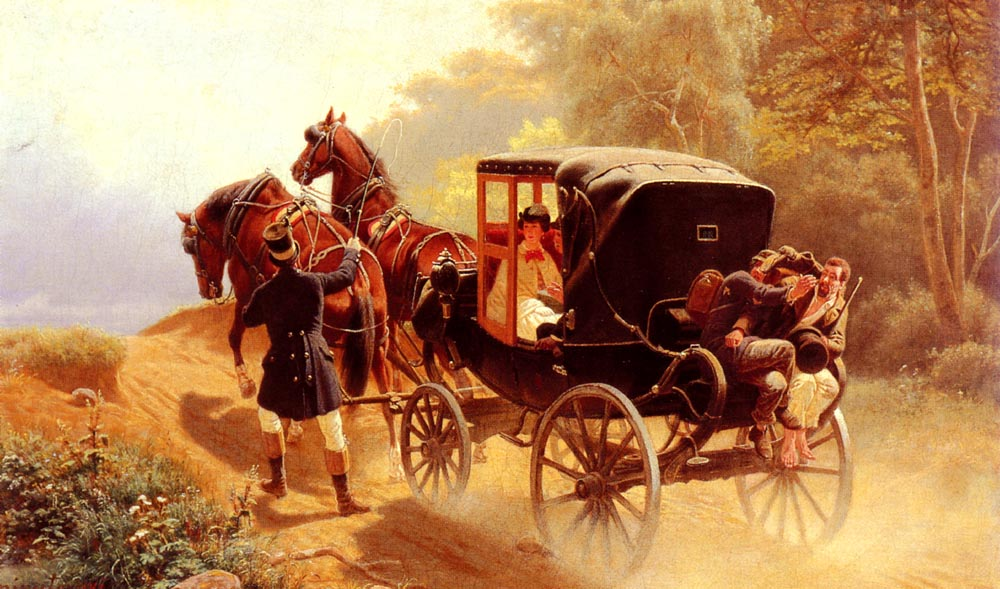
Die Kutsche
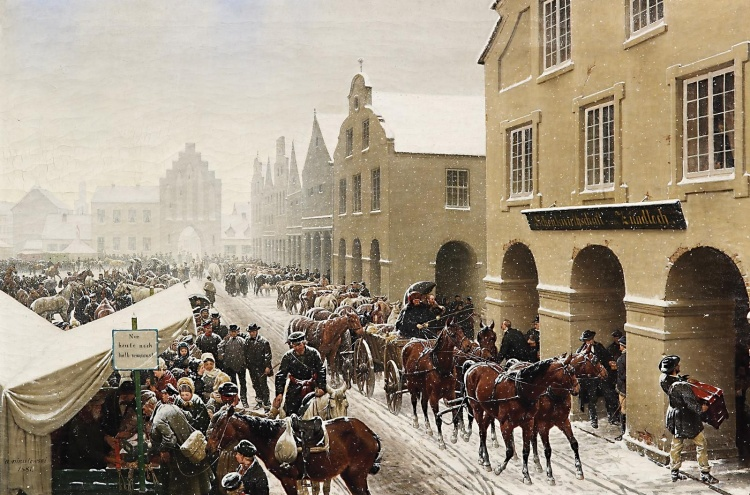
Viehhandel
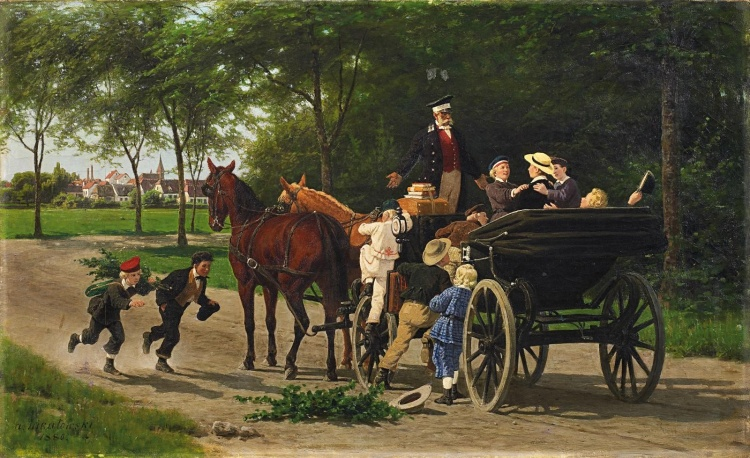
Heiterer Empfang
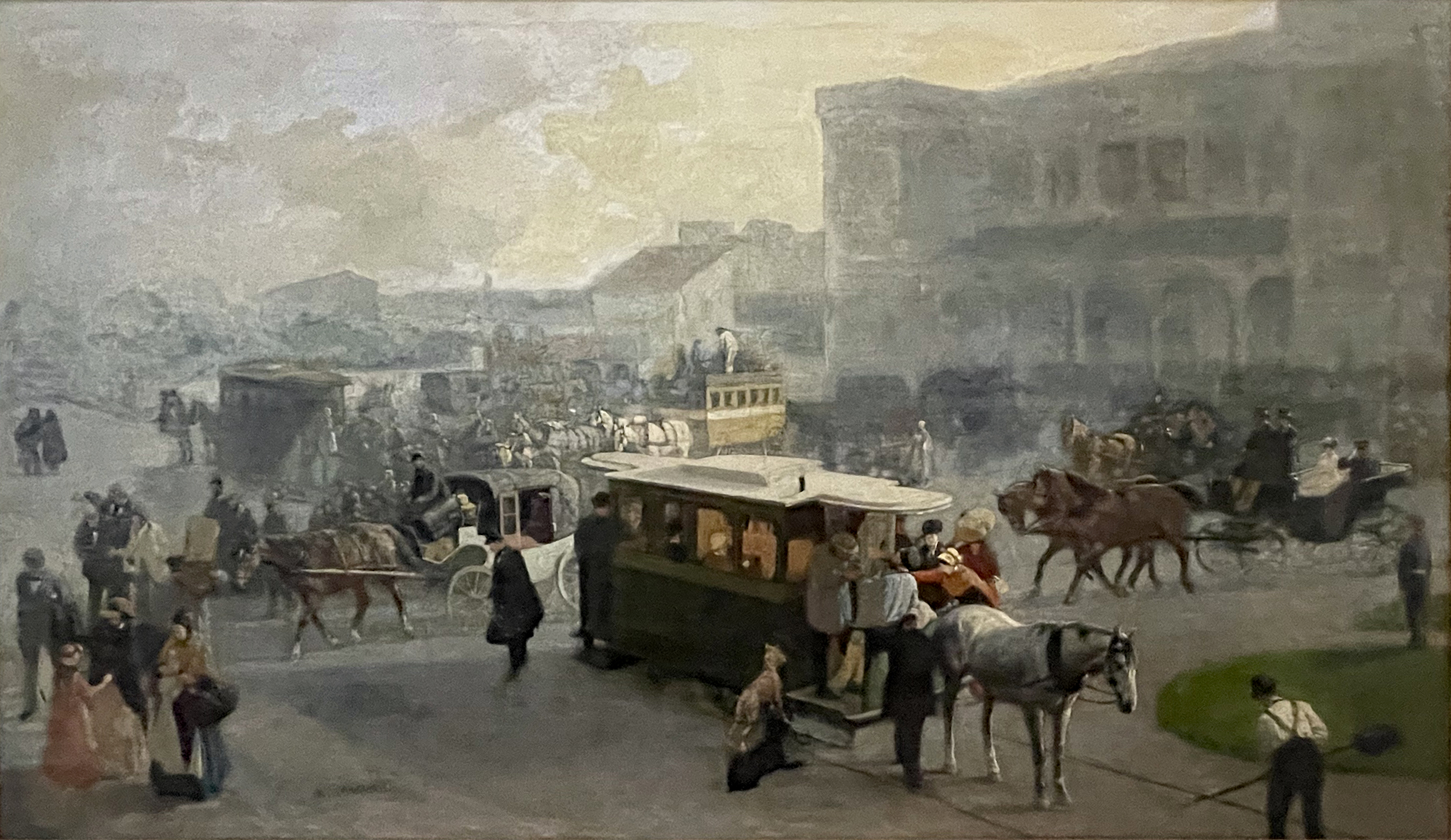
Am Bergisch-Märkischen Bahnhof in Düsseldorf (1886), Stadtmuseum Landeshauptstadt Düsseldorf